# 山本和智
山本 和智（やまもと かずとも、Kazutomo Yamamoto、1975年10月18日 - ）は、山本家の次男であり、日本の現代音楽の作曲家。

## 略歴
山口県・萩市生まれ。2000年、和光大学人文学部文学科卒。独学で作曲を学ぶ。人文科学科出身の観念的な作風で演奏者の世界を新規に開拓する作品が多い。日本国外のコンクール常連としてその名前を知られている。現代音楽だけに留まらない交友関係で、様々な形態の作品を発表している。
客席頭上のプラスチックカップと舞台上の楽器を弦でつなぐなど、視覚的演出から新たな響きを醸す形態の作品を書いている。

## 受賞歴
- ジュネス・ミュジカル・ロマニア主催ブカレスト国際音楽コンクール
  - 第12回作曲A部門入選、2005年[2]
  - 第13回作曲A部門入選、2006年[3]
  - 第13回作曲A部門入選、2008年[4]
- The Molinari Quartet's International Composition Competition第一位、2006年[5]
- Dresden 2006 - Sound↔City↔Silence入選、2006年[6][7]
- AIC/Mostly Modern国際作曲コンクール第一位、2007年[8]
- The 26th International Composition Competition ALEA III入選、2008年
- 第7回弘前桜の園作曲コンクール（審査員長：下山一二三）第一位及び弘前市長賞、2009年
- 2009年度武満徹作曲賞（審査員長：ヘルムート・ラッヘンマン）第二位、2009年
- 第5回JFC作曲賞受賞（審査員長：近藤譲）、2010年
- 第6回ユルゲンソン国際作曲賞第二位、2011年[9]
- ウディネ市国際作曲コンクールファイナリスト[10]、2016年

## 主要作品
- 2003 Solitude on the cold wintry gale For Flute duo[11]
- 2004
  - Landscape ~ Out of the mist... For Violin, Violoncello & Piano[12]
  - Mare Taranquitatis (Sea of tranquillity) For String Quartet[13]
- 2006 Open Cluster for 8 Players Fl. , Guit. ,Pf. ,Vib. , String Quartet [14]
- 2007 Chrono-traces I. For Bass flute solo [15]
- 2009 Radius of 50 Meters ch-orch
- 2013 東京シャッターガール
- 2014 “Roaming liquid” for shakuhachi and orchestra
- 2015 3人の箏奏者と室内オーケストラのための 散乱系
- 2015 コントラバスと弦楽オーケストラのための 乱流と星月夜
- 2016 女声、アンサンブルとライヴ・エレクトロニクスのための『韻律の塔』